# المركبة المدرعة متعددة الأغراض

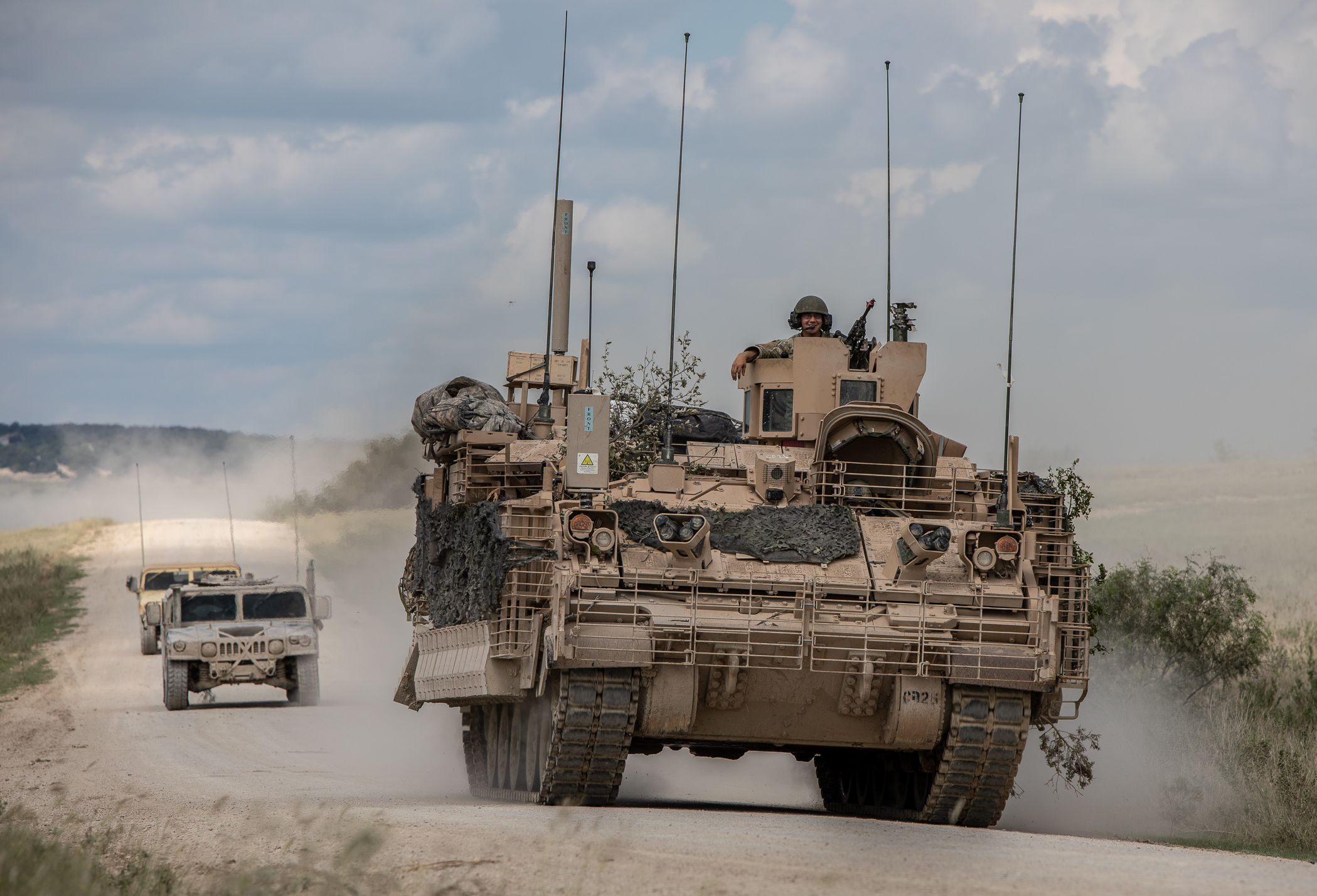
جنود من السرب الرابع (الحصان الأسود)، فوج الفرسان التاسع، يكملون الاختبار الميداني للمركبة المدرعة متعددة الأغراض في فورت هود، تكساس، عام 2018م.

المركبة المدرعة متعددة الأغراض (بالإنجليزية: Armored Multi-Purpose Vehicle) أو AMPV بإحتصار. هي برنامج للجيش الأمريكي لاستبدال ناقلة الأفراد المدرعة إم-113.  المشروع هو أحد مشاريع برنامج مركبات القتال الجيل الجديد.
في عام 2014، اختار الجيش الأمريكي اقتراح شركة BAE Systems لإصدار نسخة بدون برج من مركبة برادلي القتالية لتحل محل أكثر من 2,800 مركبة إم113- في الخدمة. 
في مارس 2023، أستلم الجيش الأمريكي أول المركبات المدرعة متعددة الأغراض. 
اعتبارًا من 5 أغسطس 2023، دخلت المركبة مرحلة الإنتاج الأولي بكامل طاقتها. 

## التاريخ

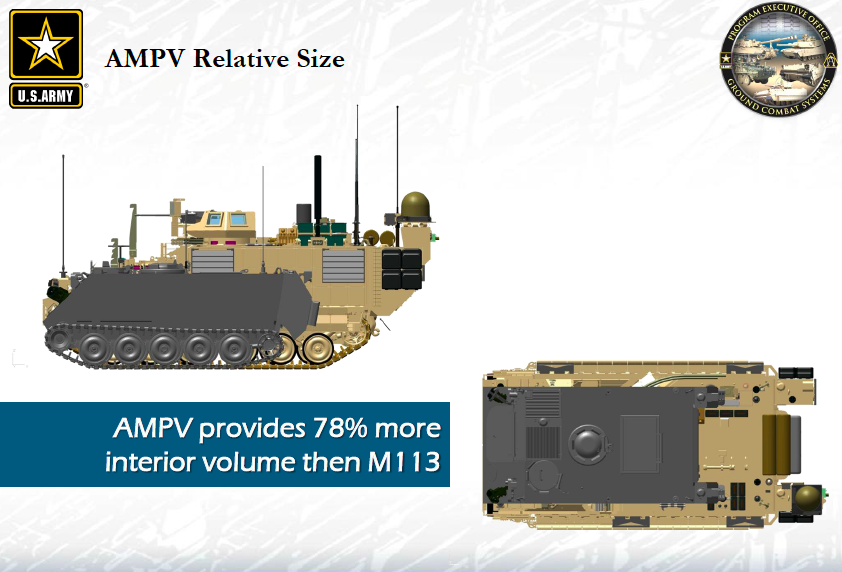

دخلت مركبة إم-113 الخدمة منذ أوائل الستينيات، ورغم قدرتها على القيام بأدوار مختلفة، فقد ثبت أنها ضعيفة للغاية في القتال. في ثمانينيات القرن العشرين، حلت أم2 برادلي محل إم-113 في دور النقل في الخطوط الأمامية ، ونُقلت إلى أدوار المنطقة الخلفية . خلال حرب العراق ، نجحت تكتيكات الحرب الحضرية في هزيمة الدبابة إم-113، مما أدى إلى استبدالها بالكامل تقريبًا من الخدمة الفعلية بمركبات مدرعة مضادة للكمائن والألغام (MRAP). كانت تلك المركبات مُفيدة على طرُق العراق، ولكنها كانت ذات قدرة حمولة أقل وأداء أسوأ على الطرق الوعرة. تهدف AMPV إلى إيجاد مركبة أكثر مرونة للتنقل ومضادة لكافة الأخطار مع القدرة على الحركة على الطُرق الوعرة مقارنة بدبابات برادلي ودبابات إم-1 أبرامز. 

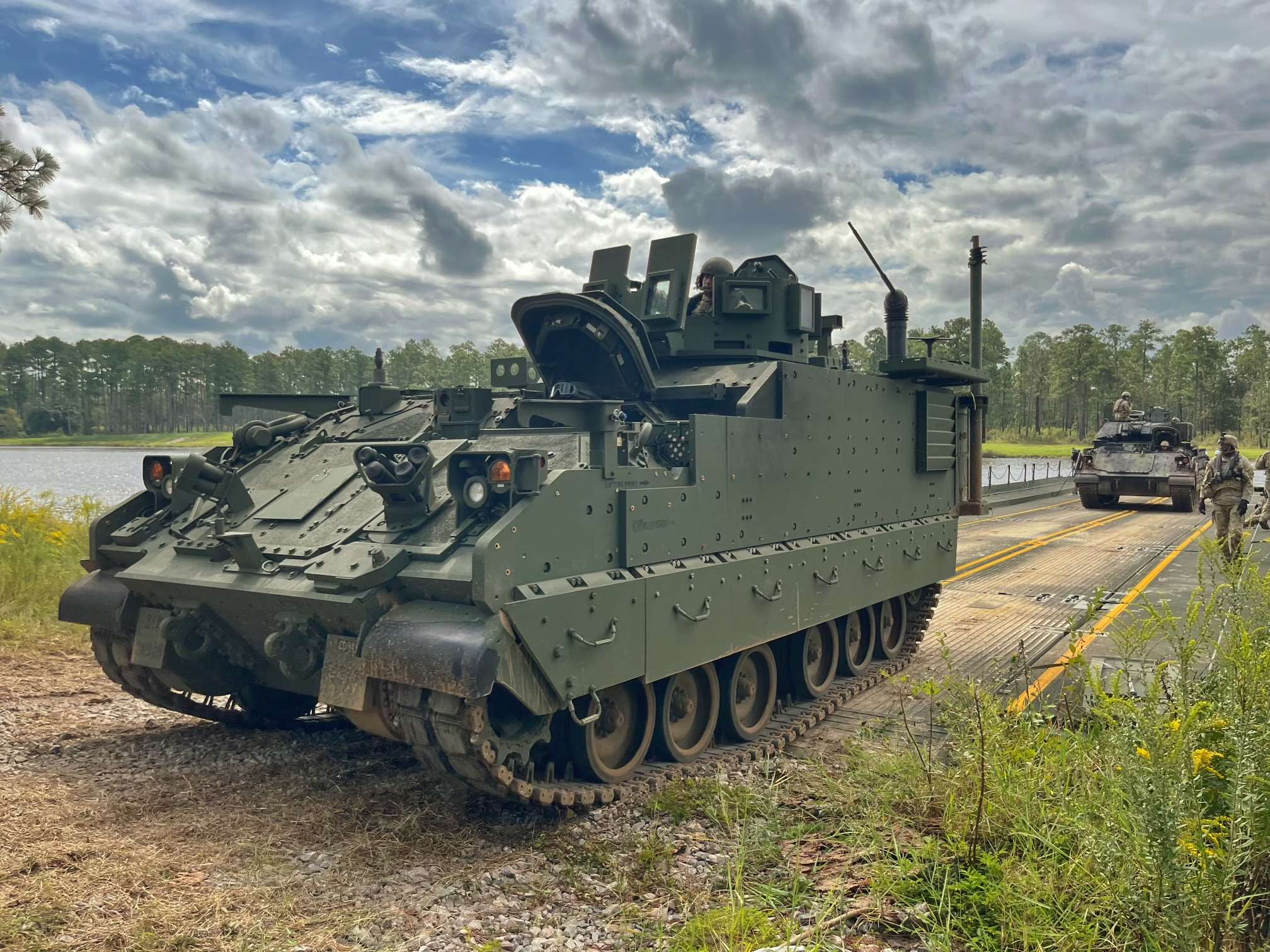
مركبة AMPV من الفرقة الثالثة تنطلق من جسر أثناء تدريب في فورت ستيوارت، 21 سبتمبر 2023.

### المستخدمون
الولايات المتحدة